# Can Barratort
Can Barratort és un mas situat al municipi de Pardines, a la comarca catalana del Ripollès. Hi ha un càmping.